# NEN 2772
NEN 2772:1972 was de Nederlandse Norm, vastgesteld door het Nederlands Normalisatie Instituut (NEN) die de nummering van de weken beschrijft.
De norm is vastgesteld in 1972 en ingetrokken op 01-08-1976. De huidige norm die in Nederland weeknummering beschrijft, is NEN-ISO 8601-1:2019. De huidige NEN-ISO 2772 betreft, sinds 1997, verticale boormachines.
NEN 2772 stelt dat de week begint op een maandag. Dit is dus dag nummer 1. De laatste dag van de week, dag nummer 7, is dus een zondag. Er is onder meer gekozen voor de maandag als eerste dag, omdat het de eerste werkdag van de week is.
De norm schrijft voor dat de eerste week van het jaar die week is die vier of meer dagen in dat jaar heeft.
| 1 januari op | aantal dagen van de week van 1 januari in nieuwe jaar | 1 januari in week | week 1 begint op | week 2 begint op |
| ------------ | ----------------------------------------------------- | ----------------- | ---------------- | ---------------- |
| maandag      | 7                                                     | 1                 | 1 januari        | 8 januari        |
| dinsdag      | 6                                                     | 1                 | 31 december      | 7 januari        |
| woensdag     | 5                                                     | 1                 | 30 december      | 6 januari        |
| donderdag    | 4                                                     | 1                 | 29 december      | 5 januari        |
|              |                                                       |                   |                  |                  |
| vrijdag      | 3                                                     | 53*               | 4 januari        | 11 januari       |
| zaterdag     | 2                                                     | 52* of 53*        | 3 januari        | 10 januari       |
| zondag       | 1                                                     | 52*               | 2 januari        | 9 januari        |

* Week in het voorgaande jaar

Andere regels om de weeknummering van een jaar te bepalen:
- De eerste donderdag van het jaar valt altijd in week 1.
- De laatste donderdag van het jaar valt altijd in week 52 of week 53.
- 1 februari valt altijd in week 5.
- 4 januari valt altijd in week 1.
- 28 december valt altijd in de laatste week van het jaar.
- De eerste werkdag van het jaar valt altijd in week 1.

NEN 2772 loopt wat betreft de nummering van de weken gelijk met de internationale standaard ISO 8601.